# Deska serów

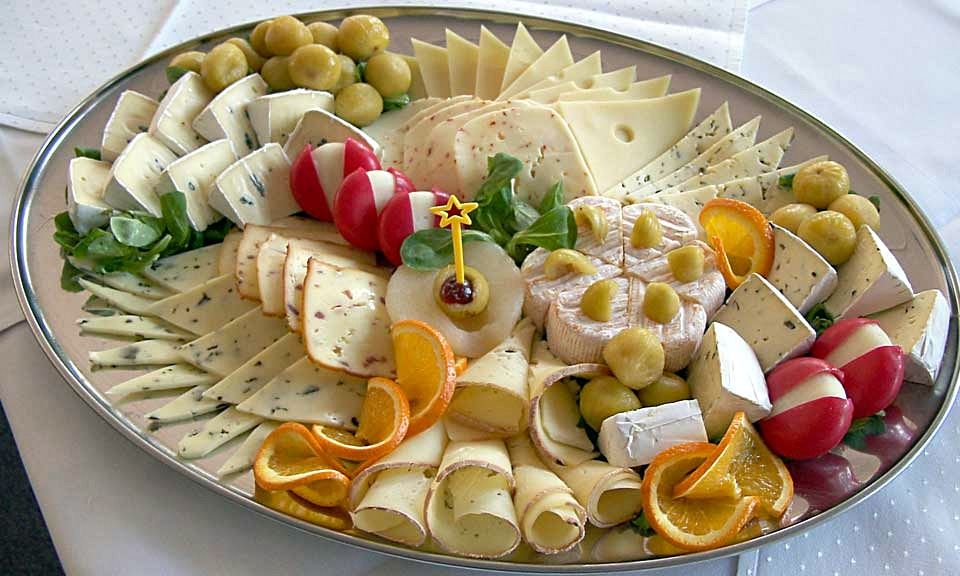
Deska serów w formie platery

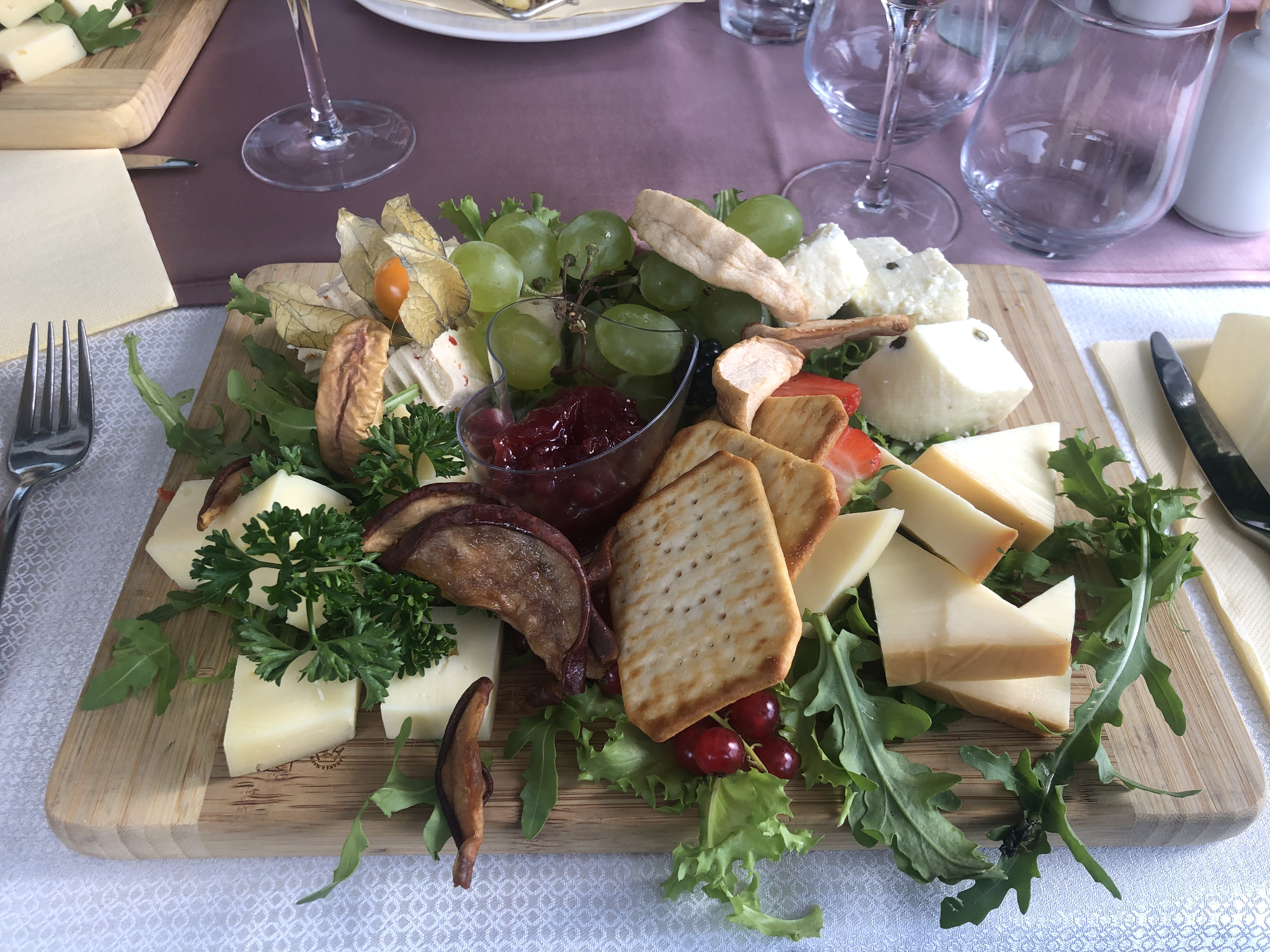
Deska serów w Lublanie

Deska serów – wywodzący się kuchni francuskiej sposób na podawanie serów, po daniu głównym, w charakterze przekąski przed deserem lub też zamiast niego.
W wyborze serów, które mają zostać zaserwowane na desce, ważny jest ich dobór pod względem różnorodności gatunków, smaków, zapachów, tekstur i kolorów. Sama deska winna być estetyczna: najlepiej drewniana, bez wyszczerbień, spękań i przebarwień wynikających z uszkodzenia mechanicznego lub powstałych z uwagi na wilgoć. W handlu oferowane są gotowe zestawy do podawania serów, składające się z deski i noży, najczęściej z kilkoma płaszczyznami, umożliwiającymi porcjowanie różnych gatunków sera, o zróżnicowanej twardości i fakturze. W charakterze deski serów dopuszczalne jest podawanie platery, ale w takim przypadku serwuje się sery już pokrojone. Spotykane są też deski szklane lub kamienne, a nawet z tworzyw sztucznych.
Deska serów może prezentować sery w większych kawałkach - wówczas układa się na niej noże do ich krojenia (do każdego gatunku inny nóż, żeby nie mieszać smaków i aromatów). Drugim sposobem jest podanie serów już poporcjowanych na małe kawałki, umożliwiające ich spożycie jednym kęsem. Poszczególne gatunki nie mogą się ze sobą stykać, jak również stykać się z dodatkami i powinny być ułożone od najłagodniejszych do najostrzejszych, lub też tworzyć atrakcyjną kompozycję barwną z dodatkami, np. winogronami, orzechami (włoskimi, laskowymi, brazylijskimi lub nerkowcami), figami, gruszkami, rodzynkami, czy żurawiną albo dżemami i konfiturami. Deska może być przystrojona listkami rukoli albo roszpunki. Obok niej ustawia się pieczywo (np. bagietkę w kawałkach, czy świeży, chrupiący chleb) albo krakersy. Do pieczywa proponuje się dodatki, np. pesto, chutney, masło, miód. Najczęściej na desce znajdują się trzy do pięciu gatunków sera (raczej nie więcej). Temperatura serwowania powinna być pokojowa, a najwyżej o dwa stopnie niższa. Gwarantuje to najpełniejszy smak i bukiet. Konieczne jest zatem wyjęcie sera z lodówki na co najmniej godzinę przed podaniem.
Porcjowanie serów na deskę odbywa się według następujących zasad: okrągłe tak jak tort, podłużne w około centymetrowe plastry, małe na połówki, ementaler w trójkątnych plastrach, naprzemiennie, a sery świeże, czy lejące w miseczce. Możliwe jest tworzenie desek w oparciu o przyjęte kryteria, np. zawierających sery z różnych rodzajów mleka, różniących się teksturami lub pochodzących z jednego kraju, czy regionu. Często łączone są sery pleśniowe (np. camembert, czy brie) z półtwardymi (np. cheddar, czy gouda) i twardymi (np. parmezan, czy bursztyn). Ozdobą deski mogą być sery o nietypowych, atrakcyjnych kształtach, np. warkoczyki serów góralskich (np. oscypek), czy różyczki Tête de Moine.
Jeśli chodzi o wino, to co do zasady serwuje się mocniejsze wino do serów ostrych, a słabsze do łagodnych. Wyraziste sery wymagają win czerwonych, wytrawnych, a łagodne - półsłodkich lub łagodnie słodkich. Możliwe jest też podawanie do deski serów piwa.